# Nuolja
Der Nuolja (nordsamisch Njullá) ist ein Berg bei Abisko im Nordwesten der schwedischen Provinz Norrbottens län und der historischen Provinz Lappland. Am Fuß des Berges liegt der See Torneträsk und die Europastraße 10. Etwas höher am Hang verläuft ein 1431 Meter langer einspuriger Eisenbahntunnel, durch den die Bahnstrecke Luleå–Narvik (Malmbanan) führt.
Am Berg gibt es eine Skipiste mit einem Sessellift. Im Jahr 2004 ereignete sich dort ein tödlicher Unfall, als ein Sessel am Seil nach unten rutschte und mit dem dahinterliegenden Sessel kollidierte, woraufhin dieser zu Boden stürzte. Bei dem Unglück kam eine Person ums Leben.